# Ligocatinus longicercatus
Ligocatinus longicercatus är en insektsart som först beskrevs av Brunner von Wattenwyl 1891.  Ligocatinus longicercatus ingår i släktet Ligocatinus och familjen vårtbitare. Inga underarter finns listade i Catalogue of Life.